# ユア・ソング・セイヴド・マイ・ライフ
「ユア・ソング・セイヴド・マイ・ライフ」（Your Song Saved My Life）は、アイルランドのロックバンドであるU2の楽曲。メンバーのボノが声優として出演したアニメ映画『SING/シング: ネクストステージ』のために書き下ろされた楽曲で、U2としては2年ぶりの新曲となった。
2021年11月3日にシングルとして発売され、『ビルボード』誌のAdult Alternative Airplayでは最高位34位を記録。同年に発売されたサウンドトラック『SING/シング: ネクストステージ – オリジナル・サウンドトラック』にはリード曲として収録された。

## リリース・曲の構成
2021年11月3日、A・R・ラフマーンとのコラボ曲として発表された「アヒンサー」以来2年ぶりとなる楽曲「ユア・ソング・セイヴド・マイ・ライフ」をシングルとして発売。12月17日に発売されたサウンドトラック『SING/シング: ネクストステージ – オリジナル・サウンドトラック』にはリード曲として収録され、映画ではエンディング・テーマとして使用された。
「ユア・ソング・セイヴド・マイ・ライフ」は、ボノ自身の生い立ち、自身が抱く恐怖や不安から着想を得た楽曲で、『ビルボード』誌のスター・ボーウェンバンクは「音楽の持つ変革的な声質や、つらい時期を乗り越えていくさまを歌った」楽曲と説明している。曲はピアノとストリングスを中心としたポップ調に仕上げられた。

## 評価
『アイリッシュ・タイムズ』紙のエド・パワーは「壮大でとてもとても誠実であることから、あらゆるU2の名曲の条件を満たしている」と評した。『ニュー・ミュージカル・エクスプレス』誌のウィル・ラヴィンは「ボノが音楽の持つ浄化力を探求した」曲と見なした。
「ユア・ソング・セイヴド・マイ・ライフ」は、第94回アカデミー賞のアカデミー歌曲賞にノミネートした。

## ミュージック・ビデオ
「ユア・ソング・セイヴド・マイ・ライフ」のミュージック・ビデオは、アヤ・タニムラが監督を務めた作品。アニメーション映画『SING/シング: ネクストステージ』の公開に先駆け、U2は同映画の製作会社であるイルミネーションやユニバーサル・ピクチャーズ、リパブリック・レコードと提携し、非営利団体「Education Through Music」を支援することを発表。本作のミュージック・ビデオはそのパートナーシップの一環となっていて、同プログラムの生徒や教師が出演している。
2021年12月28日には本作の和訳動画が公開された。

## クレジット
※出典
- ボノ - ボーカル
- ジ・エッジ - ギター、ピアノ、バックグラウンド・ボーカル
- アダム・クレイトン - ベース
- ラリー・マレン・ジュニア - ドラム
- ジャックナイフ・リー - 追加のピアノ、バックグラウンド・ボーカル、プログラミング
- マーティン・ハリツェン - 追加のギター、プログラミング
- マーク・オッテン - 追加のギター
- ダヴィデ・ロッシ - ストリングスアレンジ、演奏

## チャート成績
| チャート (2021年)                        | 最高位 |
| ---------------------------------------- | ------ |
| ベルギー (Ultratop 50 Wallonia)          | 41     |
| アイルランド (Homegrown Top 20)          | 4      |
| オランダ (Nationale Airplay Top 50)      | 33     |
| US Adult Alternative Airplay (Billboard) | 34     |